# Csincse
Csincse – wieś i gmina w północno-wschodniej części Węgier, w pobliżu miasta Mezőkövesd.
Administracyjnie gmina należy do powiatu Mezőkövesd, wchodzącego w skład komitatu Borsod-Abaúj-Zemplén i jest jedną z jego 21 gmin. Gmina liczy 560 mieszkańców (2009) i zajmuje obszar 11,34 km².
W miejscowości jest przystanek kolejowy Csincse.